# Хитяева, Людмила Ивановна
Людмила Ивановна Хитяева (род. 15 августа 1930, Нижний Новгород, СССР) — советская и российская актриса; народная артистка РСФСР (1983). Член Союза кинематографистов Российской Федерации.

## Биография
Родилась 15 августа 1930 года в Нижнем Новгороде, на улице Луначарского, Канавинского района. Отец — Иван Яковлевич, инженер; мама — Вера Ивановна, военный врач.
В 1952 году окончила Горьковское театральное училище. С 1952 по 1961 годы — актриса Горьковского театра драмы имени М. Горького.
Дебютом в кино стала главная роль в фильме «Екатерина Воронина» (1957). Затем, познакомилась с Сергеем Герасимовым, режиссёр предложил начинающей актрисе роль Дарьи в экранизации романа Михаила Шолохова «Тихий Дон» (1958).
С 1962 года — актриса киностудии имени М. Горького.
В 1980—1990-е годы — занималась концертной деятельностью.
В 2014 году — соведущая телепроекта (ток-шоу) «Дело ваше…» на «Первом канале».
За долгие годы творческой деятельности актриса сыграла более сорока ролей в фильмах и телесериалах.
Член партии «Единая Россия».

#### Семья
- Первый муж — Александр Белокринкин, актёр[3][10].
  - Сын — Павел Белокринкин (умер 5 июля 2023 года в возрасте 69 лет[11][12]); окончил Институт восточных языков, более 30 лет работал в Юго-Восточной Азии, в частности, в Таиланде[3][4].
- Второй муж — Борис Якобсон, хирург и уролог[3][10].
- Незарегистрированный брак (вместе прожили двадцать лет) — Валерий Леонтьев, спортсмен и постановщик трюков[3][10].

Имеет внука и внучку.

## Творчество

### Участие в театральных спектаклях
Горьковский театр драмы
- «Учитель танцев» по пьесе Лопе де Веги
- «Не называя фамилий» по комедии В. П. Минко
- «Егор Булычов и другие» по произведению М. Горького
- «Всё остаётся людям» по пьесе С. И. Алёшина
- «В добрый час!» по произведению В. С. Розова

### Фильмография
| Год  |     | Название                                                | Роль                                                 |
| ---- | --- | ------------------------------------------------------- | ---------------------------------------------------- |
| 1957 | ф   | Екатерина Воронина                                      | Екатерина Ивановна Воронина                          |
| 1958 | ф   | Кочубей                                                 | Наталья                                              |
| 1958 | ф   | Тихий Дон                                               | Дарья, жена Петра Мелехова                           |
| 1959 | ф   | Поднятая целина                                         | Гликерия Никитична Нагульнова (Лушка)                |
| 1959 | ф   | Всё начинается с дороги                                 | Аннушка                                              |
| 1961 | ф   | Евдокия                                                 | Евдокия Чернышёва                                    |
| 1961 | ф   | Вечера на хуторе близ Диканьки                          | Солоха, мать Вакулы                                  |
| 1963 | ф   | Понедельник — день тяжёлый                              | Соловьёва                                            |
| 1963 | ф   | Секретарь обкома                                        | Юлия, сестра Софьи Павловны                          |
| 1964 | ф   | Москва — Генуя                                          | Глаша                                                |
| 1965 | ф   | Стряпуха                                                | Галина Дмитриевна Сахно                              |
| 1965 | ф   | Путешественник с багажом                                | мать Севы                                            |
| 1966 | ф   | Два года над пропастью                                  | Анна Пиман                                           |
| 1967 | ф   | Цыган                                                   | Клавдия Петровна Пухлякова                           |
| 1968 | ф   | Карантин                                                | Евгения Дорошенко                                    |
| 1968 | ф   | Сыны Отечества                                          | Елена Салимова                                       |
| 1970 | ф   | Когда расходится туман                                  | Надежда                                              |
| 1970 | ф   | Счастливый человек                                      | эпизод                                               |
| 1971 | ф   | Русское поле                                            | новая жена Авдея                                     |
| 1971 | ф   | За рекой — граница                                      | Кира                                                 |
| 1971 | кор | Подвиг на шоссе                                         | Громова                                              |
| 1972 | ф   | Приваловские миллионы                                   | Половодова                                           |
| 1972 | ф   | Прерванная мелодия                                      | учительница музыки                                   |
| 1972 | ф   | Когда расходится туман                                  | Надежда, жена Петра                                  |
| 1973 | ф   | Ураган в долине                                         | Кравцова                                             |
| 1973 | ф   | Человек в штатском                                      | Дорис Шерер, сотрудница гестапо                      |
| 1975 | ф   | Горожане                                                | пассажирка такси, жена работника министерства        |
| 1975 | ф   | Финист — Ясный Сокол                                    | Анфиса                                               |
| 1976 | ф   | Пока бьют часы                                          | Королева                                             |
| 1978 | ф   | Шла собака по роялю                                     | Фрося Громова                                        |
| 1979 | ф   | Отец и сын                                              | Устинья                                              |
| 1979 | ф   | Следствие ведут ЗнаТоКи. Подпасок с огурцом (Дело № 14) | Руднева                                              |
| 1980 | ф   | У матросов нет вопросов                                 | администратор гостиницы                              |
| 1982 | ф   | Василий Буслаев                                         | Манефа Тимофеевна, мать Буслаева                     |
| 1984 | ф   | Хроника одного лета                                     | Любовь Николаевна, заведующая фермой, мать Валентины |
| 1987 | ф   | Суд в Ершовке                                           | Клавдия Воробьёва                                    |
| 1989 | ф   | Хон Гиль Дон                                            | озвучивание роли                                     |
| 1990 | ф   | Войди в каждый дом                                      | Черкашина                                            |
| 1991 | ф   | Влюблённый манекен                                      | сестра                                               |
| 1991 | ф   | Умирать не страшно                                      | женщина на кладбище                                  |
| 1992 | ф   | Берёзовый край                                          | Антонина                                             |
| 1993 | ф   | Бравые парни                                            | жена Карася                                          |
| 2003 | ф   | Покаянная любовь                                        | Варвара Алексеевна Анненская                         |
| 2008 | с   | Сыщики районного масштаба-2                             | жена Осмоловского                                    |
| 2008 | ф   | Хлеб той зимы                                           | баба Лиза                                            |

## Награды
- Заслуженная артистка РСФСР (27 марта 1965) — за заслуги в области советского киноискусства[4][13]
- Народная артистка РСФСР (23 ноября 1983) — за заслуги в развитии советского киноискусства[14][1][5][7]
- орден Почёта (31 января 2002) — за многолетнюю плодотворную деятельность в области культуры и искусства, большой вклад в укрепление дружбы и сотрудничества между народами[15][1]
- орден «За заслуги перед Ростовской областью» (24 июня 2015)[16]
- Медаль ордена «За заслуги перед Ростовской областью» (24 июня 2015)[17]